# Hospital General Agustín O'Horán
El Hospital General Agustín O'Horán es una unidad médica que se encarga de la atención secundaria en la ciudad de Mérida, Yucatán. Pertenece a la Secretaría de Salud y es regulada por la Jurisdicción Sanitaria n.º 1 de los Servicios de Salud de Yucatán.

## Servicios
Cuenta con servicios de cirugía, pediatría, ginecología, y medicina interna tanto para consulta externa como para área de hospitalización; así también, cuenta con un área de urgencias médicas.
Además de las especialidades de segundo nivel, cuenta con subespecialidades propias del tercer nivel de atención, como son cirugía ortopédica, neonatología, oncología pediátrica, oncológia médica, nefrología, cardiología, diálisis, y unidad de cuidados intensivos de adultos, pediátricos y neonatales. 